# Euphrase Kezilahabi
Euphrase Kezilahabi (Ukerewe Island, 1944. április 13. – Dar es-Salaam, 2020. január 9.) tanzániai író, költő. Műveit szuahéli nyelven írta.

## Művei
Regények
- Rosa Mistika (1971)
- Kichwamaji (1974)
- Dunia Uwanja wa Fujo (1975)
- Gamba la Nyoka (1979)
- Nagona (1987/1990)
- Mzingile (1991)

Verseskötetek
- Kichomi (1974)
- Karibu Ndani (1988)
- Dhifa (kiadatlan)

Színdarab
- Kaptula la Marx (1978/1999)